# Émeutes de Hoyerswerda
Les émeutes de Hoyerswerda sont des émeutes xénophobes qui se sont déroulées du 17 au 23 septembre 1991 à Hoyerswerda dans le Nord-Est de la Saxe en Allemagne.  

## Déroulement des faits

### Attaques contre la résidence de travailleurs contractuels
Le 17 septembre 1991, un groupe de jeunes néonazis attaque des vendeurs de rue vietnamiens sur la place du marché de Hoyerswerda. Après que les victimes se sont réfugiées dans une résidence pour travailleurs contractuels, où environ 120 travailleurs mozambicains et vietnamiens vivaient, les jeunes néonazis se retrouvent devant le bâtiment, où ils crient des slogans et lancent des pierres. Les habitants se défendent, en partie par la violence. Après au moins deux heures, la police arrive et verrouille le bâtiment.
Le soir du 18 septembre, plusieurs dizaines de néonazis attaquent la résidence avec des pierres et des cocktails Molotov. Les habitants de la ville s'y retrouvent et observent les faits, soit en silence, soit en applaudissant. La police n'intervient pas.
Le 20 septembre, les travailleurs contractuels sont finalement évacués. Ils sont presque tous conduits à Francfort-sur-le-Main ou à Berlin, puis explusés.

### Attaques contre un foyer pour réfugiés
Après les attaques contre la résidence des travailleurs contractuels, des attaques contre une résidence pour réfugiés ont également eu lieu, résidence dans laquelle environ 240 réfugiés vietnamiens, roumains, ghanéens, iraniens et bangladais vivaient.
Le 20 septembre, le Landratsamt de Hoyerswerda a procédé à une « évaluation de la situation » : « Il existe un consensus sur le fait qu'une solution définitive au problème ne peut être trouvée que par le départ des étrangers ». Dans la nuit qui suivit, des pierres et des cocktails Molotov sont tirés sur le foyer pour réfugiés. Une foule de spectateurs soutient les agresseurs en criant et en applaudissant. Une petite proportion de citoyens du voisinage tente d'apaiser la foule, mais, à l'instar de la police, elle est largement inefficace.
Le matin du 21 septembre, les réfugiés, accompagnés par SEK, sont répartis dans des foyers alentour.

## Conséquences
À la suite des émeutes, 32 personnes furent blessées et 83 furent arrêtées. Parmi les suspects, seuls quatre furent condamnées.
Le week-end suivant les évènements, 78 agressions racistes ont eu lieu sur le territoire fédéral.
Le 27 septembre 1991, entre 4000 et 5000 personnes participèrent à une manifestation antifasciste contre les émeutes à Hoyerswerda.
À la suite des émeutes, Hoyerswerda fut désignée par les néo-nazis comme la « première ville sans étrangers » (ausländerfrei), en référence au terme nazi « sans juifs » (judenfrei). Ce terme est devenu synonyme des émeutes de Hoyerswerda.
La ville s'est efforcée de lutter contre le néonazisme. En 2006, des représentants de la ville ont inauguré une stèle commémorative portant l'inscription « En mémoire des émeutes extrémistes de septembre 1991 ».